# Olav Christopher Jenssen
Olav Christopher Jenssen, född 2 april 1954 i Sortland, är en norsk målare, skulptör och tidigare fotbollsspelare.
Olav Christopher Jenssen spelade fotboll för FK Lyn och Lillestrøm SK på 1970-talet. Han har utbildat sig på Statens håndverks- og kunstindustriskole och Statens kunstakademi i Oslo. Han var professor i måleri vid Hochschule für Bildende Künste i Hamburg 1996-2003 och är sedan 2007 professor i måleri vid Hochschule für Bildende Künste i Braunschweig. 

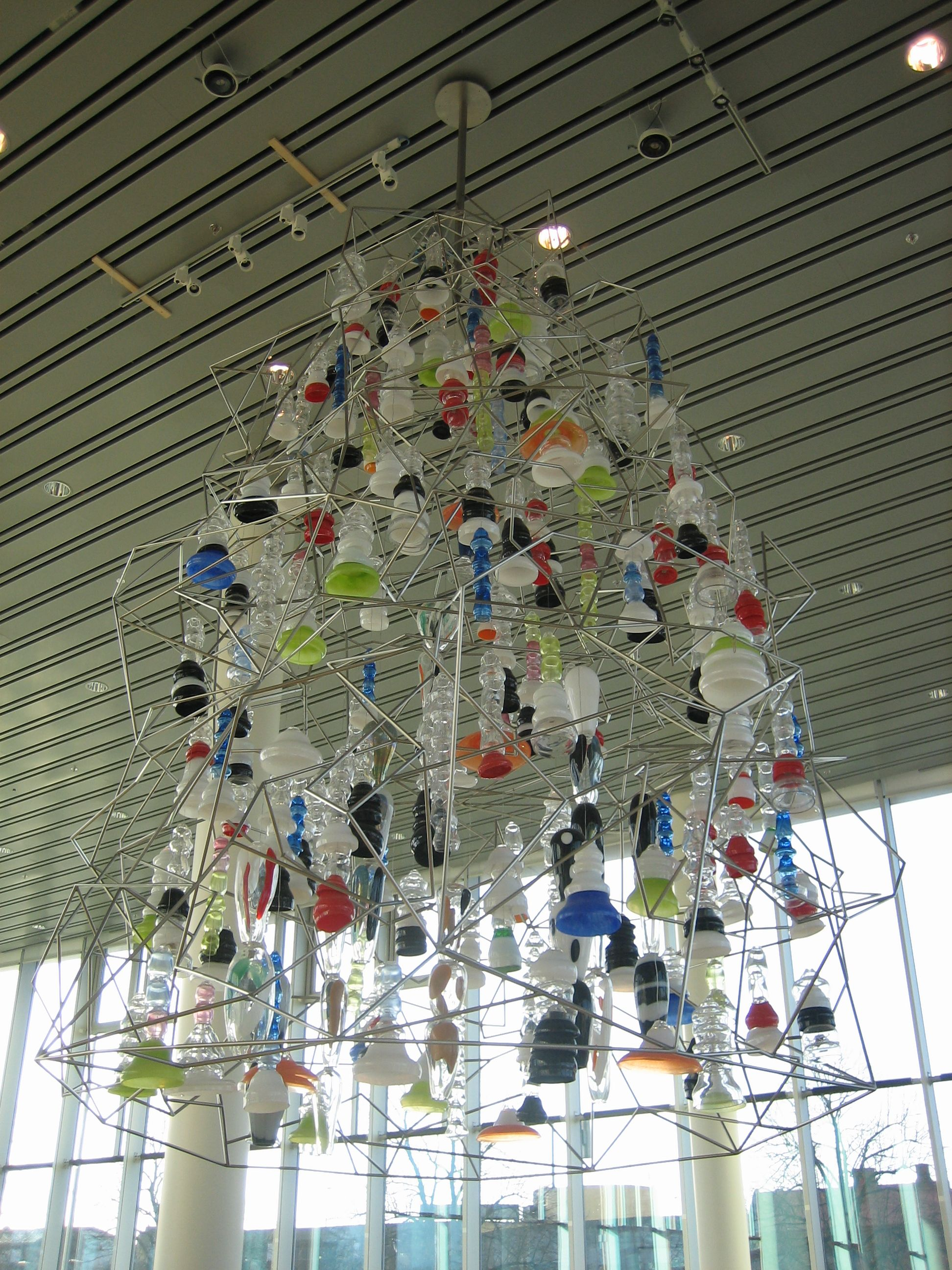
Another Thinking Bell från 2006 i Halmstads stadsbibliotek

Han deltog i DOKUMENTA IX 1992 i Kassel i Tyskland. Sviten målerier Lack of Memory blev 1992 utsedd av Morgenbladet som ett av Morgenbladets 12 viktigste kunstverk. Han fick Carnegie Art Awards tredjepris 2014. Jenssen är representerad vid bland annat Göteborgs konstmuseum och Nordiska Akvarellmuseet.